# 出口紗智子
出口 紗智子（でぐち さちこ、1980年11月29日 - ）は、徳島県出身の女優・タレント・ダンサー。M&Sカンパニー所属。愛称は「さち」。
読売ジャイアンツのマスコットガール「チームジャビッツ21」～「チームヴィーナス」の元メンバー。

## 略歴
小学校3年からクラシックバレエを習い、踊りと演技に目覚める。1999年に日本歌劇学校に入学。本科（一学年）時には成績がトップで、マライア・キャリーに因んだ「観倉きあり」の芸名で舞台実習等に出演する。2001年2-3月のOSK日本歌劇団『闇の貴公子』近鉄劇場公演に出演後、3月に歌劇学校を卒業し、OSKを去った。なお日本歌劇学校最後の卒業生の一人であり、同期に牧名ことり、園田弥生らがいる。
2001年4月、フェリス女学院大学音楽学部に入学。在学中の2003年、読売ジャイアンツのマスコットガール「チームジャビッツ21」に入団し2年間活動。ジャビッツ時代はジェニファー・ペリマン、藤原奈々、田島宏美、高橋麻実、田中桃恵と同期だった。
2004年5月よりテレビ神奈川の情報バラエティ番組『みんなが出るテレビ』にリポーターとしてレギュラー出演。翌年3月に大学卒業と同時にリポーターを卒業したが、2006年4月に3ヶ月限定でリポーターとして復帰した。
2007年、チームジャビッツ21から改名した「チームヴィーナス」に復帰。同年度のチームリーダーを務める。ヴィーナス卒業後は、主に舞台やミュージカルを中心に活動している。

## 人物
- 趣味は舞台鑑賞、野球観戦、ショッピング。
- 弟が1人いる（本人のブログより）。

## 主な出演作品

### テレビ番組
- みんなが出るテレビ（テレビ神奈川・2004年5月～2005年3月、2006年4月～6月）

### 舞台
- アニー（2008年・青山劇場） - 未来のスター役
- 久石譲サマーコンサート（2010年）
- 二人のゴッホ（2011年5月・池袋あうるすぽっと） - ラシェル役

### その他
- ハウステンボス「COLD SO HOT PARTY」（2009年） - 歌のおねえさん・MC役
- ハウステンボス「マジカル・モンスター・パレード」（2010年） - 風子役